# Pita Pinta Asturiana
Pita Pinta Asturiana là giống gà duy nhất bản địa của công quốc Asturias, Tây Bắc Tây Ban Nha.

## Lịch sử
Loài này thuộc nhánh Đại Tây Dương của giống gà trong nước và có nguồn gốc phổ biến cùng với các giống gà khác ở phía bắc của Tây Ban Nha, chẳng hạn như giống gà Euskal Oiloa của xứ Basque. Với quá trình công nghiệp hóa sản xuất trứng ở Asturias trong những năm 1950 và 1960, số lượng giống gà này đã giảm đáng kể, gần như đến mức tuyệt chủng. Sự phục hồi của giống này bắt đầu từ năm 1980 đến năm 1990. Hiệp hội các nhà lai tạo, Asociación de Criadores de la Pita Pinta Asturiana, được thành lập vào năm 2003; 52 thành viên của nó có tổng cộng 1842 con gà giống này. Một cuốn sách chi tiết từng cá thể gà được thành lập năm 2005; vào cuối năm 2013, tổng số 2172 con gà giống này đã được ghi nhận.

## Đặc điểm
Pita Pinta nhỏ gọn và có trọng lượng trung bình, khoảng 4–5 kg đối với gà trống và 2,5–3 kg đối với gà mái. Mào gà giốn này là đơn với 5 đến 7 điểm, nhỏ hơn đối với gà mái khi so với gà trống. Dái tai luôn đỏ, và mắt giống này có màu cam. Da có màu vàng, và mỏ và chân màu vàng với những đốm đen. Có bốn loại màu sắc, Pinta Negra (màu đen đốm), Pinta Roxa (đốm đỏ nâu), Blanca (màu trắng) và Abedul (màu đen). Trong giống gà Pinta Negra, lông vũ có màu đen, có viền màu trắng, mang lại nét đặc trưng cho giống này.
Kích thước vòng cổ là 20 mm đối với gà trống và 18 mm đối với gà mái.